# Haimschlag
Haimschlag ist eine Ortschaft und als Heimschlag eine Katastralgemeinde der Gemeinde Echsenbach im Bezirk Zwettl in Niederösterreich. Die Ortschaft hat 85 Einwohner (Stand 1. Jänner 2024).

## Geografie
Das Dorf westlich von Echsenbach wird von der Landesstraße L65 erschlossen. Im Ort zweigt die L8102 nach Norden ab.

## Siedlungsentwicklung
Zum Jahreswechsel 1979/1980 befanden sich in der Katastralgemeinde Heimschlag insgesamt 35 Bauflächen mit 16.682 m² und 31 Gärten auf 16.240 m², 1989/1990 gab es 42 Bauflächen. 1999/2000 war die Zahl der Bauflächen auf 117 angewachsen und 2009/2010 bestanden 64 Gebäude auf 116 Bauflächen.

## Geschichte
Laut Adressbuch von Österreich waren im Jahr 1938 in Haimschlag ein Gastwirt, ein Gemischtwarenhändler, eine Marktfahrerin, ein Obst- und Gemüsehändler, ein Schneider und ein Tischler ansässig.

## Bodennutzung
Die Katastralgemeinde ist landwirtschaftlich geprägt. 160 Hektar wurden zum Jahreswechsel 1979/1980 landwirtschaftlich genutzt und 42 Hektar waren forstwirtschaftlich geführte Waldflächen. 1999/2000 wurde auf 151 Hektar Landwirtschaft betrieben und 44 Hektar waren als forstwirtschaftlich genutzte Flächen ausgewiesen. Ende 2018 waren 144 Hektar als landwirtschaftliche Flächen genutzt und Forstwirtschaft wurde auf 44 Hektar betrieben. Die durchschnittliche Bodenklimazahl von Heimschlag beträgt 30,5 (Stand 2010).